# Krebsen (stjernetegn)

Krebsen (Cancer) er det fjerde stjernetegn i dyrekredsen. Tegnet ligger mellem Tvillingerne og Løven. Solen bevæger sig siderisk igennem Krebsen fra sidste del af juli til første del af august ulig perioden for stjernetegnet.

## Astronomisk
Tegnet er fuldt synligt fra 90°N til 57°S.
Stjernebilledet Krebsen syner ikke af meget på himlen, og rummer ikke nævneværdige stjerner eller andre objekter.

## Mytologisk
- Græsk: En krabbe som blev sendt ud for at forstyrre Herkules, da han skulle kæmpe mod Hydra, søslangen.
- Egyptisk: Skarabæen som symbol på genfødsel og alt levende.

## Astrologisk
- Periode: 22. juni til 22. juli.
- Planethersker:  Månen
- Element:  Vand
- Type: Kardinal
- Legemsdel: Brystet

## Datalogi
Tegnet for Krebsen ♋ findes i tegnsættet unicode som U+264B "Cancer".